# Saw Mill River
Saw Mill River – strumień w hrabstwie Westchester w stanie Nowy Jork w Stanach Zjednoczonych. Dopływ Hudson. Długość około 38 km, powierzchnia zlewni około 68 km².
Źródło strumienia znajduje się na terenie miasta New Castle. Uchodzi do Hudson w mieście Yonkers.
Pierwotna indiańska nazwa to Nepperhan, oznaczająca „mały wartki strumień”. Obecna nazwa pochodzi od tartaku, który powstał u jej ujścia w Yonkers w połowie XVII wieku.